# Dansville (Michigan)
Dansville é uma vila localizada no estado americano de Michigan, no Condado de Ingham.

## Demografia
Segundo o censo americano de 2000, a sua população era de 429 habitantes.
Em 2006, foi estimada uma população de 438, um aumento de 9 (2.1%).

## Geografia
De acordo com o United States Census Bureau tem uma área de
2,6 km², dos quais 2,6 km² cobertos por terra e 0,0 km² cobertos por água. Dansville localiza-se a aproximadamente 283 m acima do nível do mar.

## Localidades na vizinhança
O diagrama seguinte representa as localidades num raio de 16 km ao redor de Dansville.